# Hobigondźo
Hobigondźo (beng. হবিগঞ্জ; ang. Habiganj) – miasto w Bangladeszu w prowincji Srihotto. W 2001 roku liczyło ok. 84 tys. mieszkańców.